# Viñales (Kuba)
Viñales ist eine 1879 gegründete Ortschaft und Municipio in der kubanischen Provinz Pinar del Río. Sie liegt im gleichnamigen Tal Valle de Viñales ca. 30 km nördlich von Pinar del Río, zwischen den niedrigen Gebirgszügen der „Cordillera de Guaniguanico“ und hat 27.771 Einwohner (2012). Der Urbanisierungsgrad des Municipios beträgt 58 Prozent, das Stadtgebiet hat 16.150 Einwohner.
Seit der Öffnung Kubas für den Tourismus hat sich Viñales zum meistbesuchten Ort der Provinz entwickelt. Aus dem fruchtbaren Talboden ragen unwegsame Kegelkarstberge auf, die „Mogotes“, die der Landschaft das typische Aussehen geben. Zwei kleinere Höhlen (Cueva de San Miguel und Cueva del Indio) befinden sich nördlich vom Ort. 17 km westlich befindet sich das größte Höhlensystem Cubas mit 46 km Ausdehnung, die Caverna de Santo Tomás.

## Geschichte
Vor der Kolonisierung durch die Europäer lebte in der Region eine indigene Taíno-Population. Die Kolonisierung des Gebiets erfolgte zu Beginn des 19. Jahrhunderts durch Tabakbauern aus den Kanaren. Die erste belegte Siedlung wurde 1871 errichtet und ist die Ranch von Don Andrés Hernández Ramos.
Am 1. Januar 1879 wurde die Stadt offiziell gegründet, damals gab es bereits ein Rathaus, eine Schule, eine Kirche sowie den Park im Stadtzentrum. Während der kubanischen Revolution 1959 spielten die bewaffneten Bauern von Viñales eine bedeutende Rolle.
Viñales ist ein Kulturdenkmal und wurde 1999 von der UNESCO zusammen mit dem Tal Valle de Viñales und dessen landwirtschaftlicher Anbautradition zum Weltkulturerbe erklärt.

## Wirtschaft und Infrastruktur
Nach der Landwirtschaft und der herstellenden Industrie, ist der Tourismus die wichtigste Einnahmequelle der Bewohner. Von den 12.700 Beschäftigten in dem Municipio arbeiten 45 Prozent in der Landwirtschaft, wo auch über 60 Prozent der Einnahmen des Staatssektors der Stadt erwirtschaftet werden. Neben Gemüseanbau spielt vor allem der Tabakanbau eine bedeutende Rolle, die Qualität des Tabaks aus dem Viñalestal ist international bekannt. Die herstellende Industrie stützt sich vor allem auf die Weiterverarbeitung von Tabak, daneben gibt es eine im Rahmen der ALBA betriebene Textilfabrik.
Am Stadtrand von Viñales befindet sich eine den wichtigsten Tabakfarmen, auch Casa del Veguero genannt. Dieser Ort spielt eine bedeutende Rolle im Tourismus, denn man kann dort die Tabakerzeugnisse kennenlernen und sehen auf welche Art und Weise die kubanische Zigarren gedreht sind.
Viñales hat 189 touristische Übernachtungsmöglichkeiten, die meisten davon sind Privatpensionen (Casas particulares). Daneben gibt es jedoch auch drei staatliche Hotels sowie einen Campingplatz. Im Jahr 2011 wurde der Ort von 42.481 Touristen besucht und gehört damit zu einem der beliebtesten Ausflugsziele in der Region.
Die Stadt verfügt über 26 Grundschulen und 6 Mittelschulen, darunter zwei Gymnasien. Außerdem gibt es in Viñales fünf medizinische Einrichtungen: zwei Polikliniken, zwei spezielle Stationen für Mütter sowie ein Altenheim.
Viñales verfügt des Weiteren über eine Kunstgalerie und ein Kulturhaus, das auch als Diskothek fungiert.

## Bilder

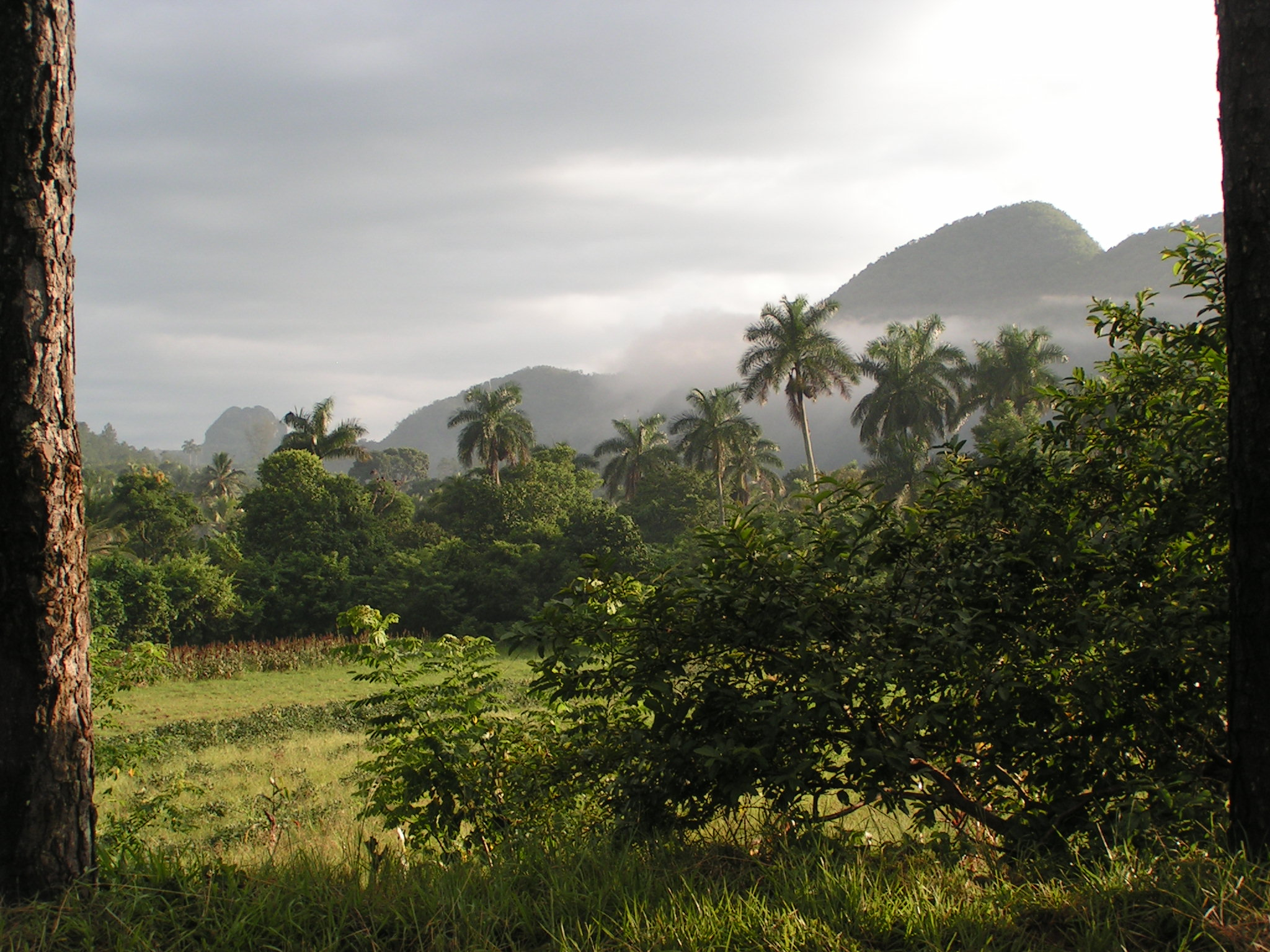
Valle de Viñales, das Viñalestal.
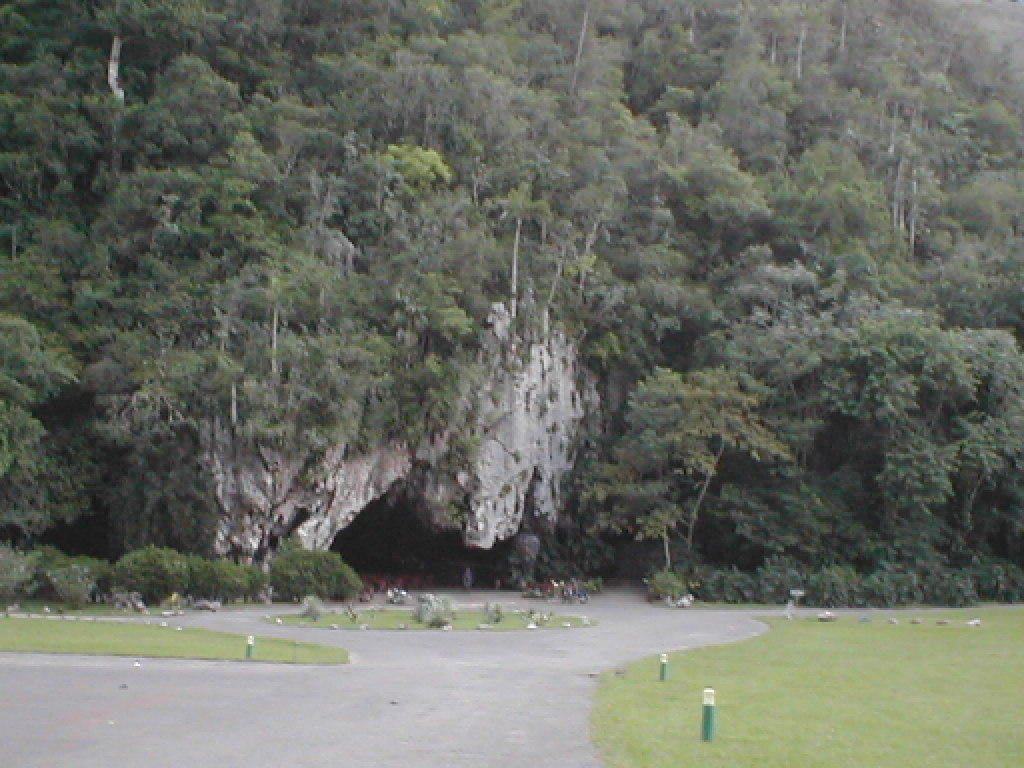
Cuevas de Viñales, die Höhlen von Viñales.
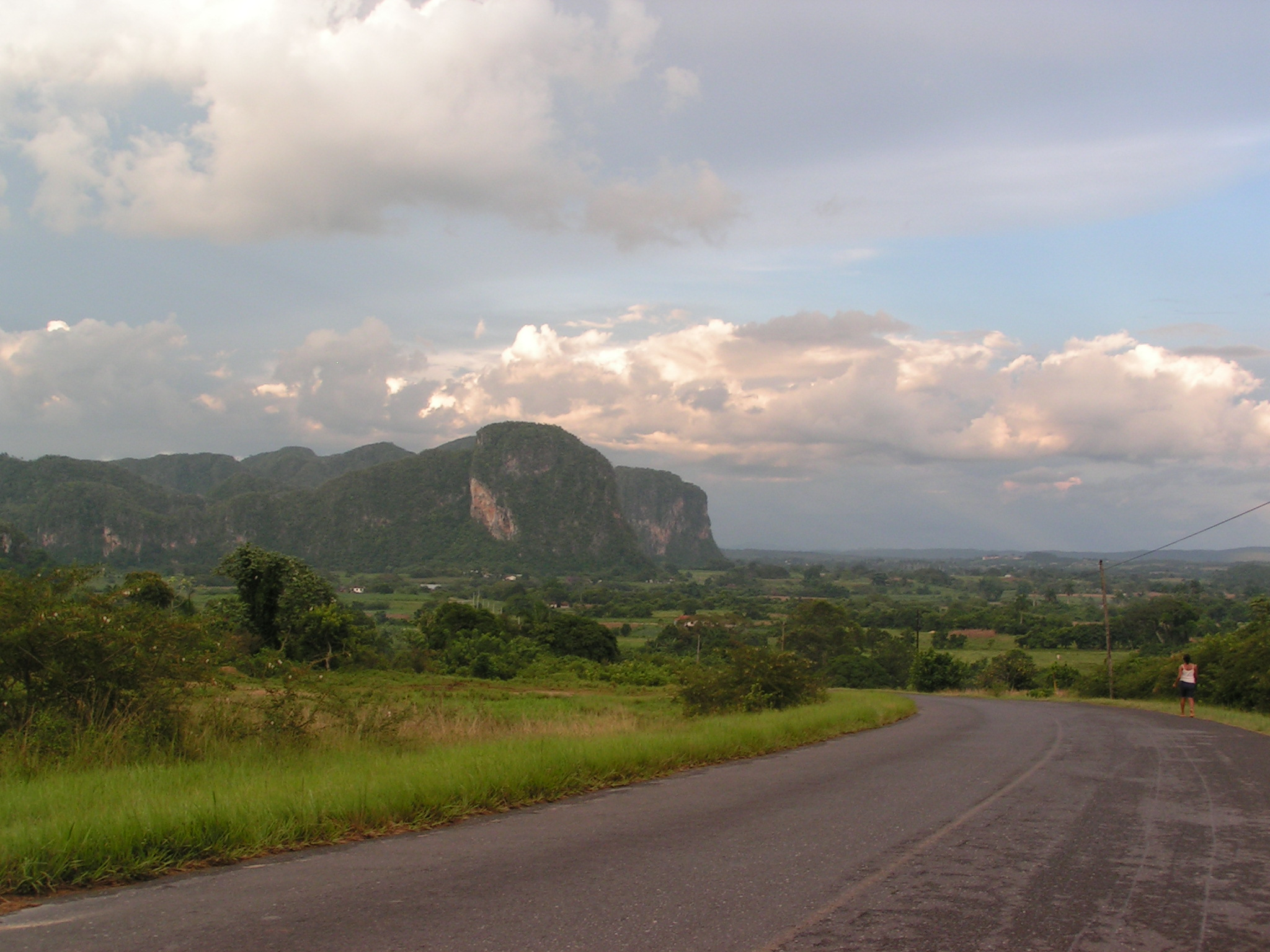
Blick über das Valle de Viñales.
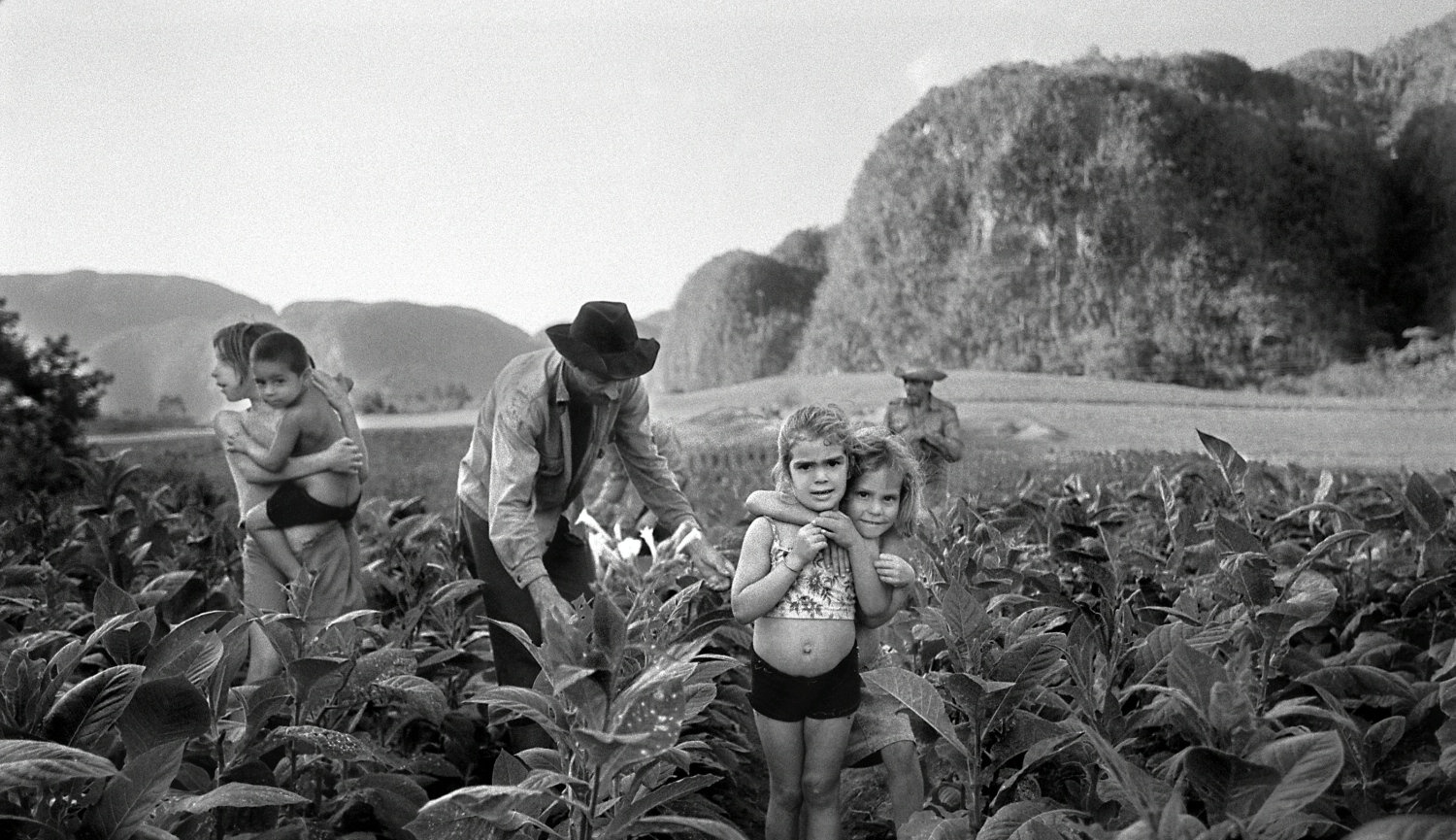
Manuel Rivera-Ortiz: Tabak-Ernte, Valle de Viñales (2002).
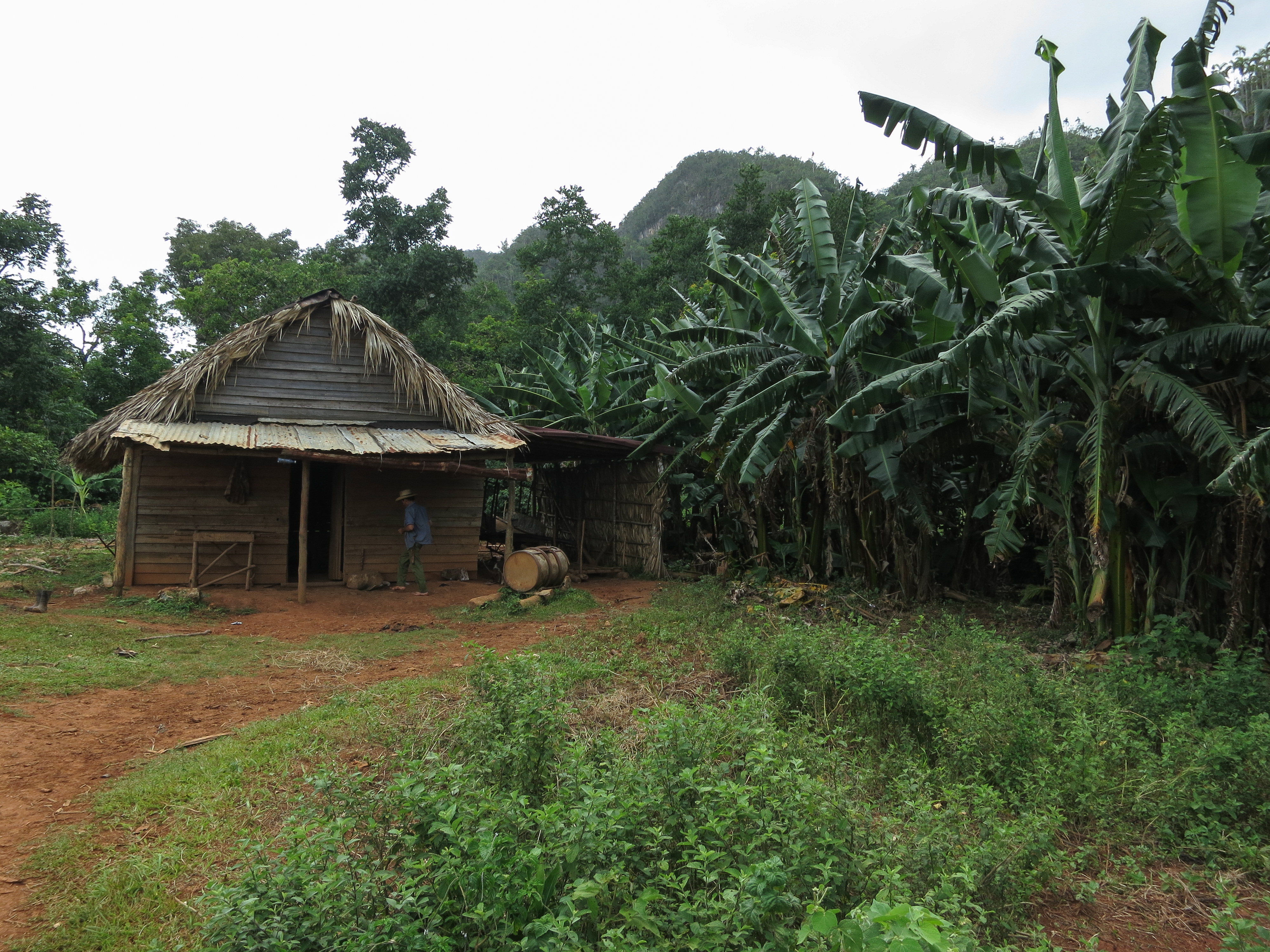
Farm in der Umgebung von Viñales.
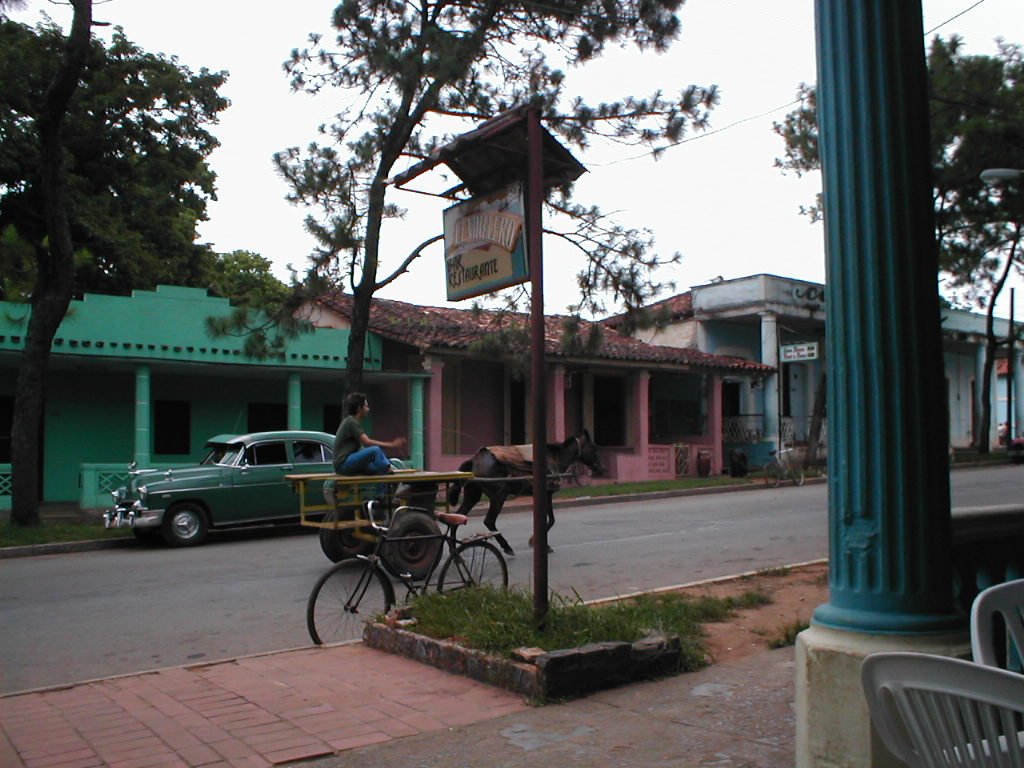
Stadtzentrum von Viñales.